# Kira Gueorguievna Andronikova
Pour les autres membres de la famille, voir Famille Andronikov.
La princesse Kira Gueorguievna Andronikova (en russe : Княжна Кира Георгиевна Андроникова), née le 16 juin 1908 à Tiflis et morte le 24 janvier 1960 à Tbilissi, est une actrice soviétique et géorgienne. Metteur en scène, artiste émérite de la République socialiste soviétique de Géorgie.

## Famille
Seconde fille du colonel de hussards Gueorgui Alexandrovitch Andronikov (1875-1911) et de son épouse Iekaterina Semionovna Slivistkoaïa (1877-1947).

## Mariage

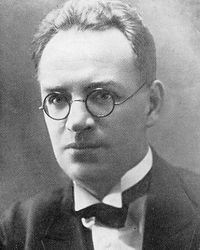
L'écrivain russe Boris Andreïevitch Pilniak, époux de la princesse Kira Gueorguievna Andronikova.

La princesse Kira Gueorguievna Andronikova épousa l'écrivain russe Boris Andreïevitch Pilniak.
De cette union naquit Boris Borissovitch Andronikov, né Boris Borissovitch Wogau.

## Biographie
La princesse Kira était la descendante d'une longue lignée de princes de Kakhétie, les Andronikachvili, eux-mêmes descendants d'Andronic Ier Comnène.
Comme sa sœur aînée, la princesse Nato Vatchnadze, la jeune Kira fit une carrière dans le cinéma. Entre 1923 et 1928, elle tourna dans différents films pour la Société de production Goskinproma-Georgie. Entre 1929 et 1931, la Société de production Vostokfilms l'employa comme assistante-réalisatrice.
En 1924, le metteur en scène Koté Mardjanichvili (1872-1933) offrit à la princesse Kira son premier rôle dans le film Le Macareux.
En 1936, la princesse sortit diplômée du Département de direction cinématographique de l'Institut national de la cinématographie (atelier Serguei Mikhaïlovitch Eisenstein). À la société de production Soyouzfilm, elle occupa le poste de directrice-adjointe et directrice de doublage pour la société de production Georgia-film.
Peu de temps avant l'arrestation de son époux  le 28 octobre 1937, craignant pour la vie de son fils, la princesse Andronikova confia le jeune Boris à sa grand-mère maternelle. Cette dernière lui donna son patronyme Andronikov ou Andronikachvili.

## Récompense
- Artiste émérite de la Géorgie